# Saint-Marcel-du-Périgord
För andra betydelser, se Saint-Marcel.
Saint-Marcel-du-Périgord är en kommun i departementet Dordogne i regionen Nouvelle-Aquitaine i sydvästra Frankrike. Kommunen ligger i kantonen Lalinde som tillhör arrondissementet Bergerac. År 2022 hade Saint-Marcel-du-Périgord 138 invånare.

## Befolkningsutveckling
Antalet invånare i kommunen Saint-Marcel-du-Périgord
Referens:INSEE